# Forbo Siegling

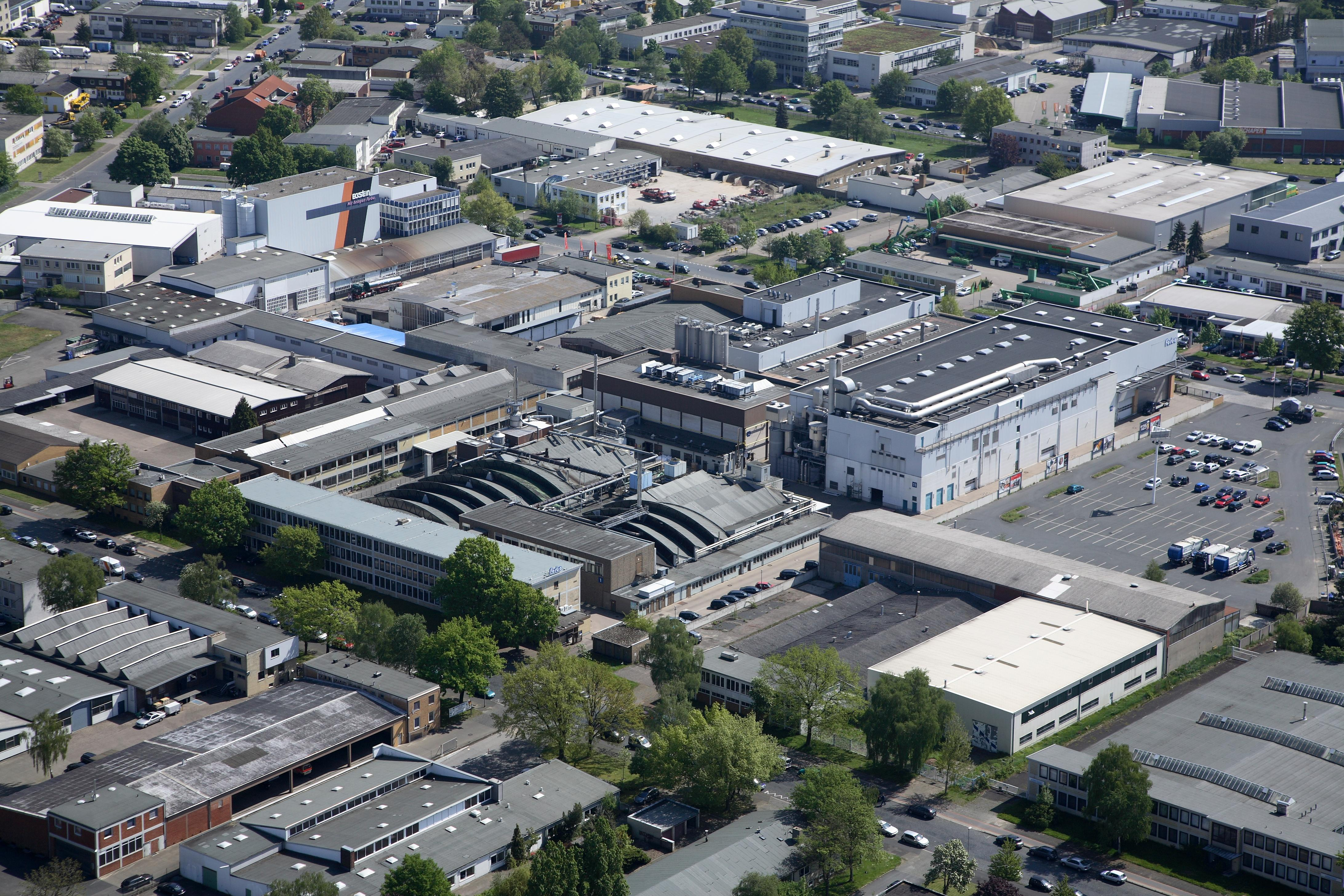
Luftaufnahme der Fabrik und Verwaltung in Hannover

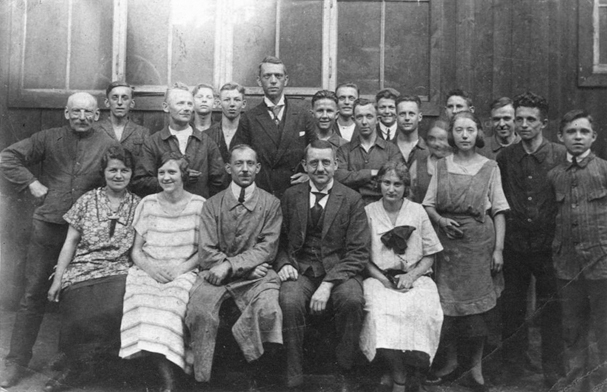
Firmengründer Ernst Siegling (hinten Mitte) im Kreis seiner Mitarbeiter, 1919

Forbo Siegling ist ein international tätiger Hersteller von Transportbändern und Flachriemen aus Kunststoffen mit Sitz in Hannover. Das Unternehmen gehört zum Geschäftsbereich Forbo Movement Systems der Schweizer Forbo Holding und verfügt über 10 Produktionsstätten in Europa, Asien und Amerika. In über 50 Ländern bestehen Materiallager und Werkstätten. Forbo Siegling Servicestationen gibt es in etwa 300 Orten weltweit.

## Geschichte
1919 gründete Ernst Siegling unter seinem Namen eine Treibriemenfabrik in Hannover. Kurz darauf begann er mit der Produktion von Flachriemen aus Leder. Anfang der 1920er Jahre wurden Chromleder-Hochkantriemen, die aus hochkant gestellten und vernieteten Lederriemen bestanden, hergestellt. Anfang der 1940er Jahre wurde unter der Marke Extremultus ein Mehrschicht-Flachriemen aus Nylon und Chromleder zum Patent angemeldet. Mit einem Wirkungsgrad von 98 % und mehr konnte damit die Energieeffizienz gegenüber herkömmlichen Riemen- und Kettenantrieben deutlich gesteigert werden.
In den Jahren des deutschen Wirtschaftswunders nach dem Zweiten Weltkrieg wurden Automatisierung und Rationalisierung Schlüsselthemen. In dieser Zeit entwickelte Hellmut Siegling, der Sohn des Firmengründers, auf Anregung des Keksherstellers Bahlsen ein leichtes Förderband für den innerbetrieblichen Materialfluss. Dieses neue Band, seither unter dem Markennamen Transilon vermarktet, war vergleichsweise dünn und leicht – dabei aber dehnungsarm, maßstabil, sehr leise im Lauf und obendrein robust und langlebig. Das Leichtförderband benötigte eine viel kleinere Anlagentechnik und damit nur einen Bruchteil an Platz. Die Automatisierung in Bereichen wie beispielsweise Paketverteilzentren oder Großbäckereien wurde damit möglich. 
1956 begann das Unternehmen, Tochter- und Beteiligungsgesellschaften im Ausland zu gründen. Frühe Gründungen erfolgten in den USA, der Schweiz, Mexico, Japan, Italien, Frankreich, Schweden, den Niederlanden, Dänemark, Australien, Österreich und Spanien. Später kamen Kanada, China, Malaysia, Neuseeland, Indien, Korea, Belgien, U.K., Slowakei, Slowenien, Tschechien, Rumänien, Ungarn, Irland, Russland, Türkei, Singapur, Indonesien, Brasilien und Chile dazu.
1971 wurde die weltweit erste Produktionsanlage für drei Meter breites Transportbandmaterial angeschafft. Seit 1999 können Transport- und Prozessbänder bis zu einer Breite von 4,5 Metern im Kalanderverfahren hergestellt werden.
Mehrere hundert unterschiedliche Bandtypen mit spezifischen Eigenschaften für unterschiedliche Branchen und Anwendungen wurden mit der Zeit entwickelt. Neue Produktgruppen wie Kunststoff-Modulbänder und Kunststoff-Zahnriemen machten das Unternehmen nach und nach zum Komplettanbieter im Bereich Riemen. 1994 wurden die Geschäftsanteile durch den Schweizer Konzern Forbo International SA übernommen. Seit 1. Januar 1994 ist die Forbo Siegling GmbH eine 100%ige Tochter der Forbo Beteiligungen GmbH in Lörrach. 
2007 wurde aus dem Markennamen Siegling Belting der Markenname Forbo Movement Systems, die betreibende Firma heißt weiterhin Forbo Siegling GmbH.

## Produkte
- Transportbänder: Siegling Transilon
- Homogene Transportbänder: Siegling Fullsan
- Flachriemen: Siegling Extremultus
- Kunststoff-Modulbänder: Siegling Prolink
- Hochleistungs-Zahnriemen: Siegling Proposition
- Geräte und Zubehör
- Ergänzungsprodukte

## Branchen und Anwendungen
- Lebensmittelindustrie
- Logistik/Flughäfen
- Tabakindustrie
- Rohstoffe
- Textilindustrie
- Industrielle Produktion
- Papierindustrie/Briefverteilung
- Druckindustrie
- Sport und Freizeit